# Back Home (film, 1997)
Pour les articles homonymes, voir Back Home.
Pour plus de détails, voir Fiche technique et Distribution.
Back Home (The Myth of Fingerprints) est un film américain réalisé par Bart Freundlich sorti en 1997.

## Fiche technique
- Titre original : The Myth of Fingerprints
- Réalisation : Bart Freundlich
- Musique : David Bridie (en) et John Phillips
- Pays :  États-Unis
- Genre : Comédie dramatique
- Société de production : Sony Pictures Classics
- Durée : 93 minutes
- Date de sortie en salles :
  -  Canada : 6 septembre 1997 (Toronto Film Festival)
  -  États-Unis : 17 septembre 1997
  -  Argentine : 15 novembre 1997 (Mar del Plata Film Festival)
  -  Royaume-Uni : 28 novembre 1997
  -  Australie :  19 mars 1998
  -  France : 1er avril 1998

## Distribution
- Blythe Danner : Lena
- Roy Scheider : Hal
- Julianne Moore (VF : Déborah Perret) : Mia
- Noah Wyle (VF : Pierre Tessier) : Warren
- Brian Kerwin : Elliot
- Hope Davis : Margaret
- Laurel Holloman : Leigh
- Arija Bareikis : Daphne
- James LeGros (VF : Thierry Ragueneau) : Cezanne
- Michael Vartan : Jake